# Theo Schouten (politicus)
T.J. (Theo) Schouten (Heino, 6 juli 1953) is een Nederlands politicus van de PvdA.

## Biografie
Hij groeide op in Raalte en heeft bestuurskunde gestudeerd aan de Katholieke Universiteit Nijmegen. Na z'n dienstplicht werd Schouten ambtenaar bij het rijk en daarna bij de provincie Overijssel. Bij die provincie was hij afdelingshoofd en later chef van het kabinet van de commissaris van de Koningin voor hij in 1996 waarnemend burgemeester van Goor werd.
Drie jaar later volgde zijn benoeming tot burgemeester van de nabijgelegen gemeente Haaksbergen. Een door de Kroon benoemde burgemeester hoort te wonen in de gemeente waar hij of zij hoofd van is, maar vooral bij een nieuwe benoeming kan daar tijdelijk van worden afgeweken. Volgens Schouten, die in Goor in een vrijstaande bungalow woonde, lukte het hem niet om een betaalbare soortgelijke woning in Haaksbergen te vinden omdat die daar duidelijk duurder waren, en daarom gaf hij per 1 januari 2002 zijn burgemeesterschap van Haaksbergen op.
Op die datum werd hij secretaris-directeur van Netwerkstad Twente, een samenwerkingsverband van Enschede, Almelo, Hengelo en Borne. In 2006 volgde zijn benoeming tot wethouder in Almelo.
Op 1 juli 2012 werd Schouten geïnstalleerd als burgemeester van Oldenzaal, waarmee hij waarnemend burgemeester Leo Elfers opvolgde. Schouten werd hiermee de eerste PvdA-burgemeester van de gemeente. In oktober 2017 gaf hij aan niet beschikbaar te zijn voor een tweede termijn per 1 juli 2018 als burgemeester, wel gaf hij aan beschikbaar te zijn als waarnemer. Sinds 17 december 2018 is Patrick Welman burgemeester van Oldenzaal.